# Rue Sainte-Clotilde
La rue Sainte-Clotilde est une rue du quartier des pentes de la Croix-Rousse dans le 1er arrondissement de Lyon, en France.

## Situation et accès
La rue commence boulevard de la Croix-Rousse, en face de la rue Villeneuve ; elle est ensuite traversée par la rue de Crimée et se termine par des escaliers, de la rue de l'Alma à la montée Lieutenant-Allouche. La circulation se fait dans le sens inverse de la numérotation et à double-sens cyclable avec un stationnement d'un seul côté. On trouve aussi un stationnement cyclable au niveau de la rue de l'Alma avant les escaliers.

## Origine du nom
Sainte Clotilde (474-545) est une princesse burgonde puis reine des Francs. Selon la tradition, elle est élevée à Lyon par une parente.

## Histoire
Il y avait autrefois de vastes propriétés sur les pentes de la Croix-Rousse qui portaient le nom de clos. En 1823, une société entreprend de créer un nouveau quartier dans un des clos nommé Riondel.
Les propriétaires imposent au vendeur de créer des rues dans ce clos et d'en faire don à la ville. En 1853, les propriétaires du Clos Riondel les cèdent à la ville de Lyon à la condition que la municipalité prenne en charge les frais de pavage et d'éclairage ainsi que les travaux nécessaires à leurs améliorations.
La voie porte d'abord le nom de rue du centre du Clos Riondel ; elle est renommée rue Sainte-Clotilde par décision du conseil municipal du 30 avril 1858.